# Nuova Julfa
Nuova Julfa (in lingua persiana نو جلفا – Now Jolfā, in lingua armena Նոր Ջուղա – Nor Jugha) è il quartiere armeno di Esfahan, in Iran, ubicato lungo la riva sud del fiume Zaiandè.
Prende il nome dall'antica città di Julfa (Jugha), dei primi del XVII secolo, ed è ancora oggi una delle più antiche e grandi comunità armene nel mondo.

## Storia

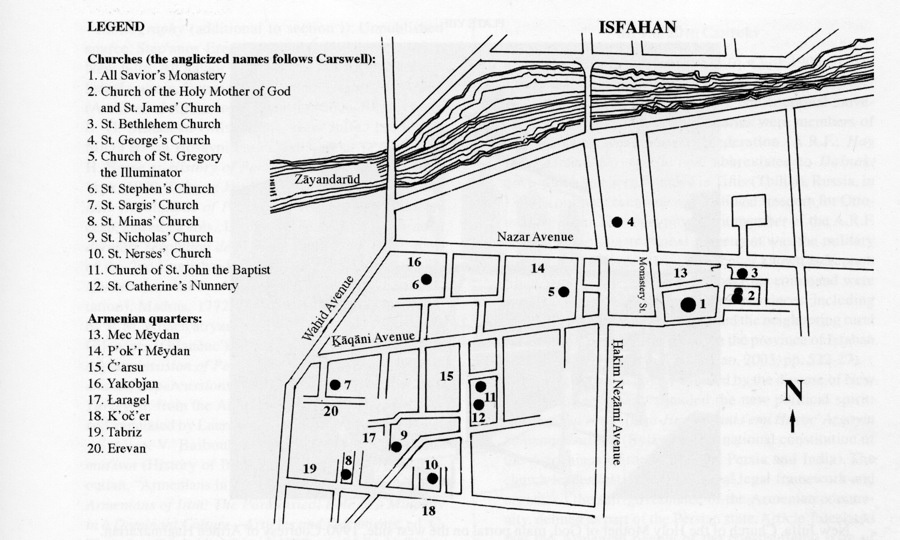
Mappa della Nuova Julfa (planimetria).

La Nuova Julfa venne fondata nel 1606, come quartiere armeno, con editto di Shah Abbas I della dinastia safavide. Più di 150.000 armeni si trasferirono dall'antica Culfa (nota anche come Jugha o Juła) in Naxçıvan. Fonti iraniane affermano che gli armeni vennero in Iran in fuga dalla persecuzione dell'Impero ottomano. Tuttavia, i documenti storici indicano che i residenti di Julfa vennero trattati bene da Shah Abbas nella speranza che il loro reinsediamento a Esfahan sarebbe stato vantaggioso per l'Iran a causa della loro conoscenza del commercio della seta.
Nel 1947, il famoso storico Fernand Braudel scrisse che gli armeni avevano una rete commerciale che si estendeva da Amsterdam a Manila nelle Filippine. Molti studiosi in Armenia hanno svolto un lavoro pionieristico su questa rete negli anni '60, '70 e '80. Levon Khachikian e Sushanik Khachikian hanno curato e pubblicato diversi libri sulla Nuova Julfa. Nel corso dei secoli successivi, la Nuova Julfa divenne il fulcro di "una delle più grandi reti commerciali della prima era moderna," con avamposti fino a Canton, Surabaya e Manila ad est, e Cadice, Londra e Amsterdam ad ovest, con pochi mercanti che viaggiavano negli oceani Atlantico o Pacifico verso Acapulco o Città del Messico.

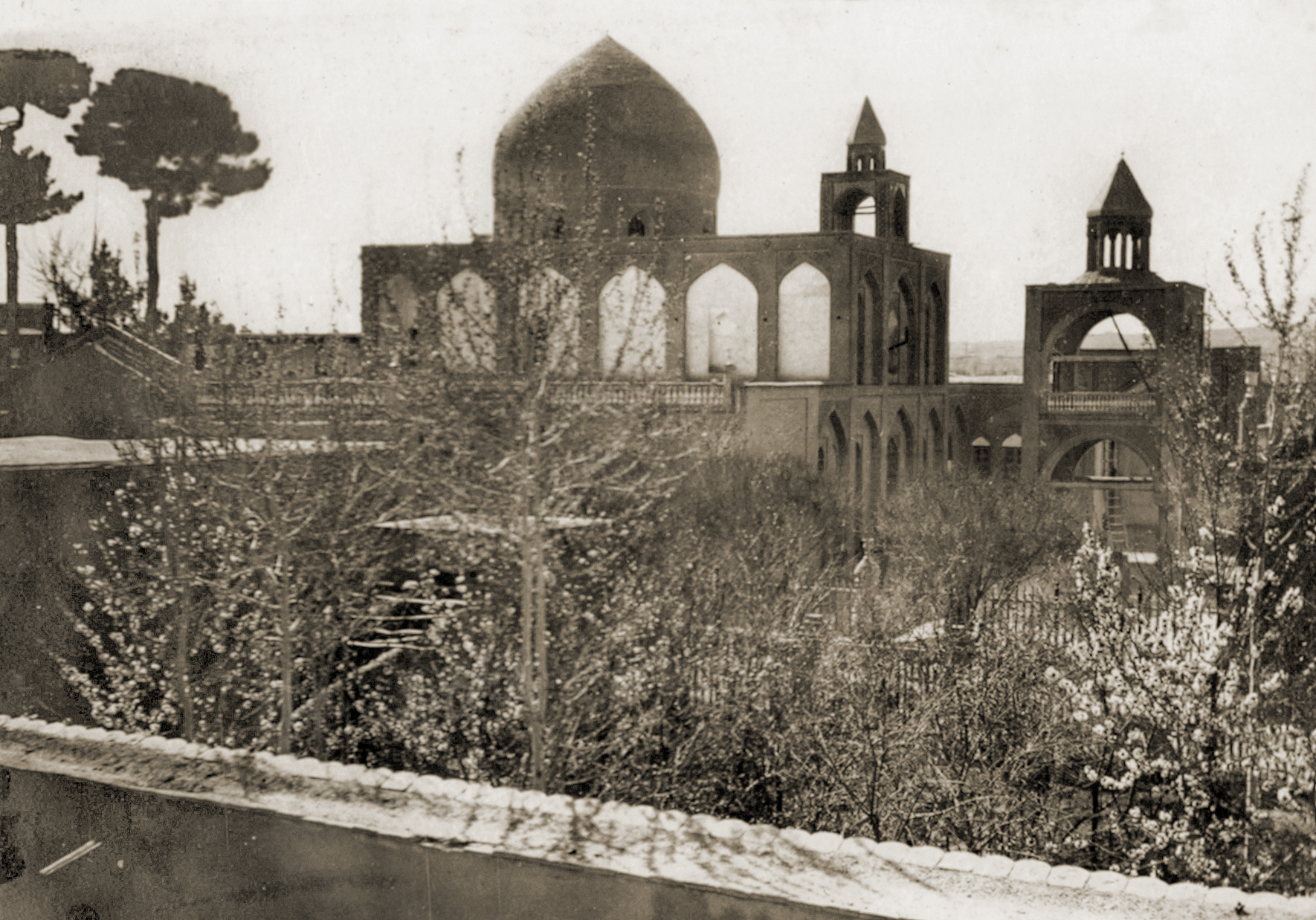
Vecchia foto della Cattedrale di Vank degli anni 1930.

Una grande maggioranza delle famiglie di commercianti armeni aveva sede a Nuova Julfa. A causa della loro dispersione, molte famiglie originarie della città vecchia di Culfa crearono un insediamento principale in Bengala espandendo la rete di commerci di Nuova Julfa. Tuttavia, alcuni studiosi sostengono che Surat, Bengala e Hughli erano nodi indipendenti e che il controllo centrale di Nuova Julfa non era così importante per il loro fiorente commercio nell'Oceano Indiano. Molti armeni di Nuova Julfan si trasferirono poi a Manila, Hong Kong e anche in Australia. Le loro reti sono state studiate su fonti armene. Senza dimenticare Singapore, dove gli armeni di Nuova Julfa divennero il pilastro della comunità. La maggior parte erano commercianti, ma forse più noti erano i fratelli Sarkies (Ter Woskanian) che fondarono l'iconico Raffles Hotel di Singapore nel 1887.

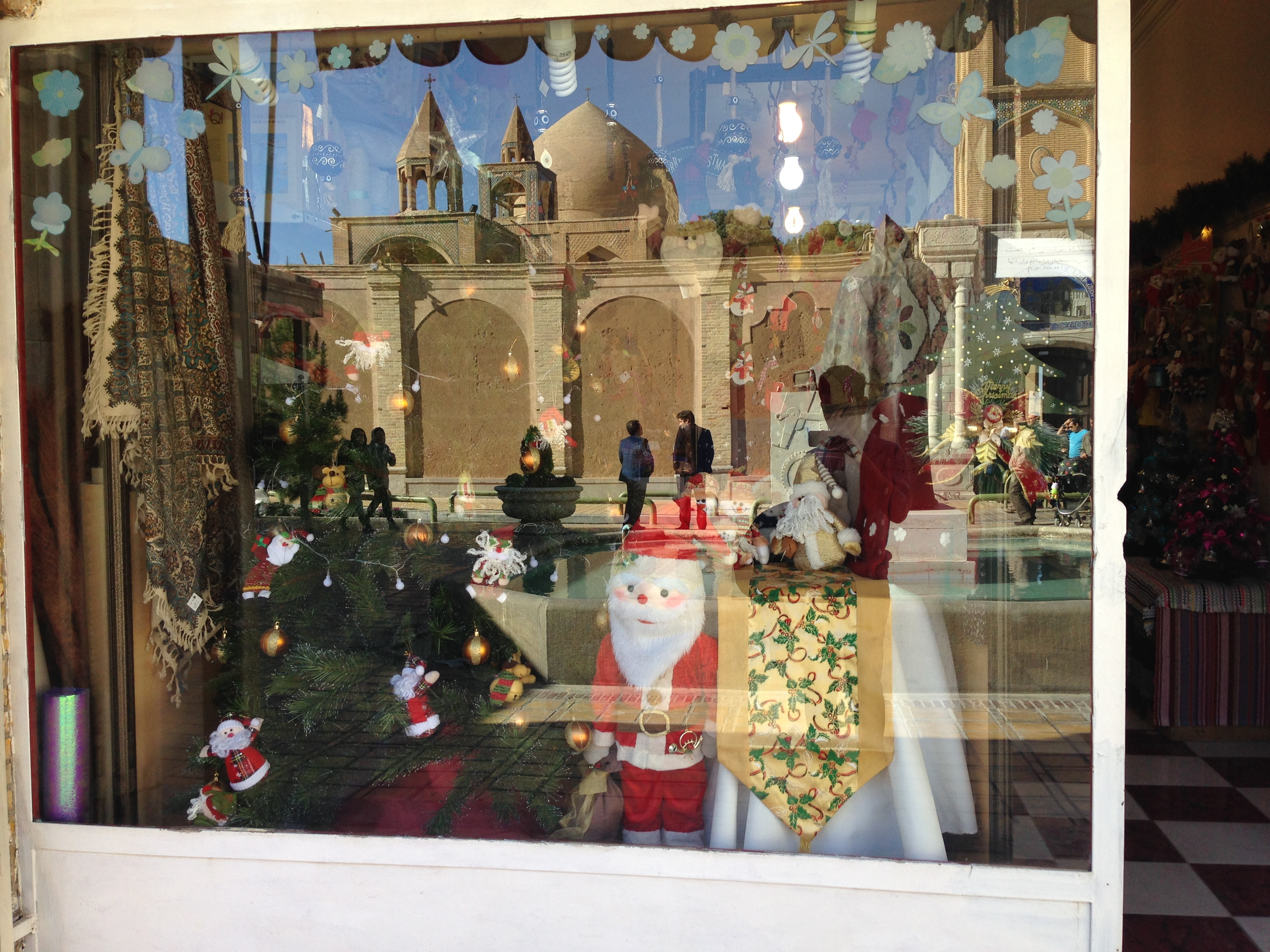
Un negozio di arredi natalizi a Nuova Julfa.

Nuova Julfa è ancora un'area popolata da armeni con una scuola e sedici chiese, tra cui la  Cattedrale del Santo Salvatore. Gli armeni di Nuova Julfa osservano la legge iraniana per quanto riguarda l'abbigliamento, ma mantengono una distinta lingua, identità, cucina e cultura armena che è protetta dal governo iraniano.
Secondo David Petrosyan dell'Istituto degli studi sul Centro Asia e Caucaso, Nuova Julfa aveva tra 10.000 e 12.000 abitanti armeni nel 1998. Ad oggi, è ancora uno dei più grandi quartieri etnici armeni al mondo. Il quartiere è popolare tra i giovani di Esfahan e sta vivendo una crescita considerevole rispetto ad altri distretti della città.

## Siti

### Chiese

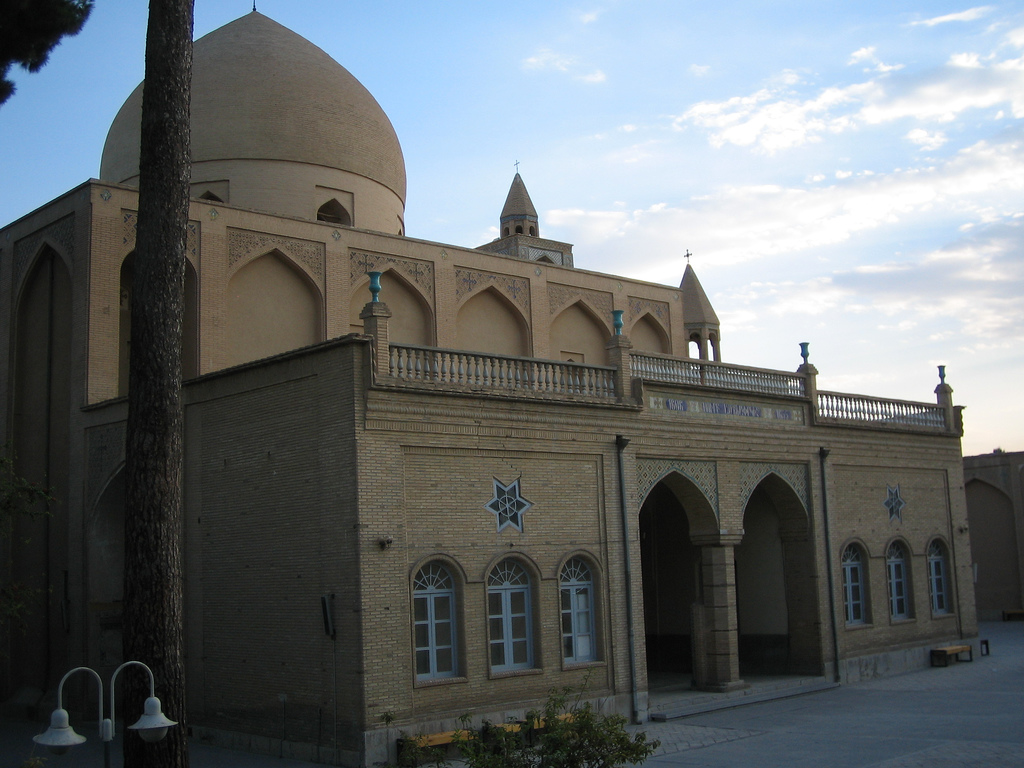
Cattedrale del Salvatore, Nuova Julfa.

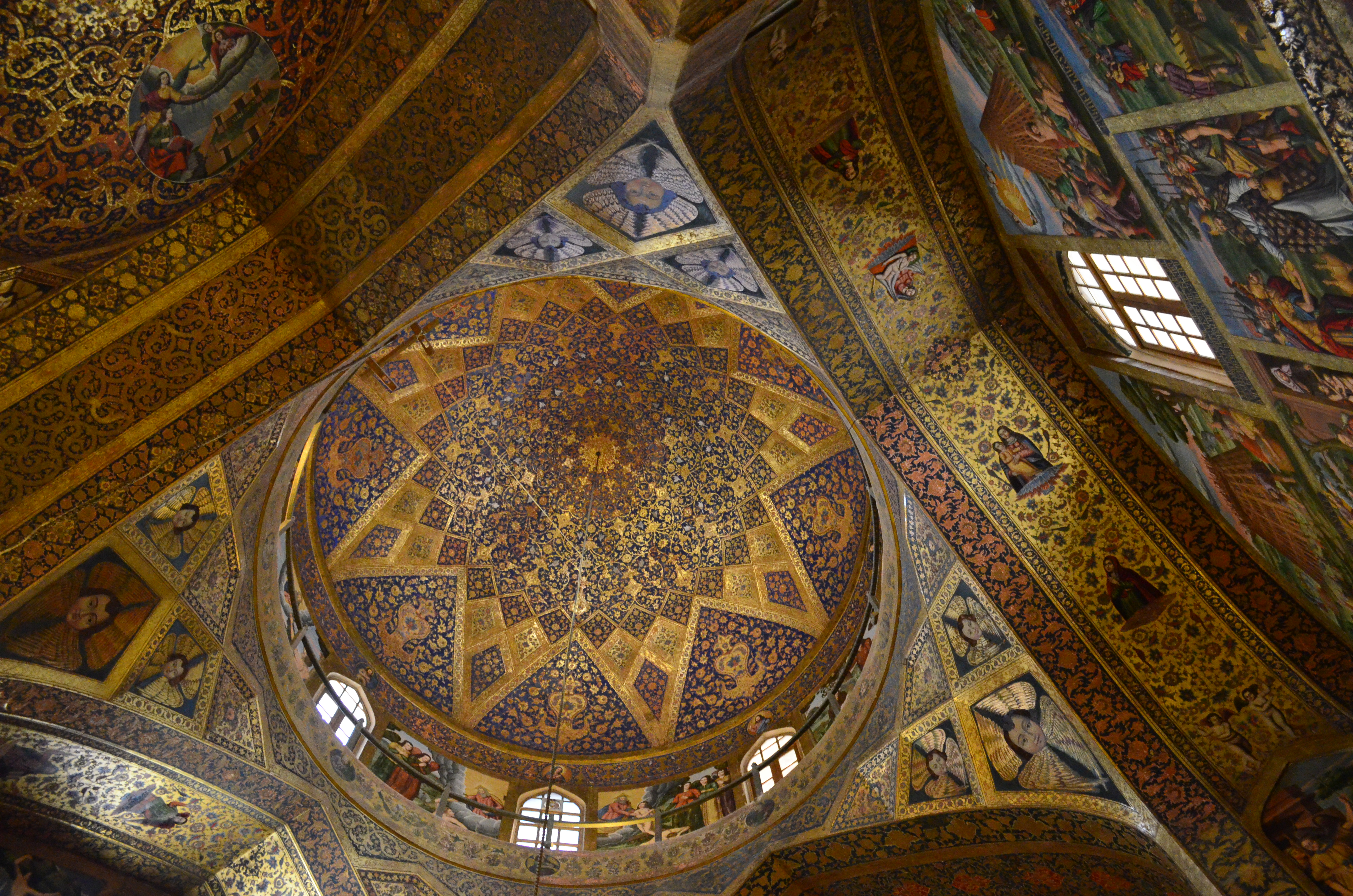
Soffitto della Cattedrale del Salvatore

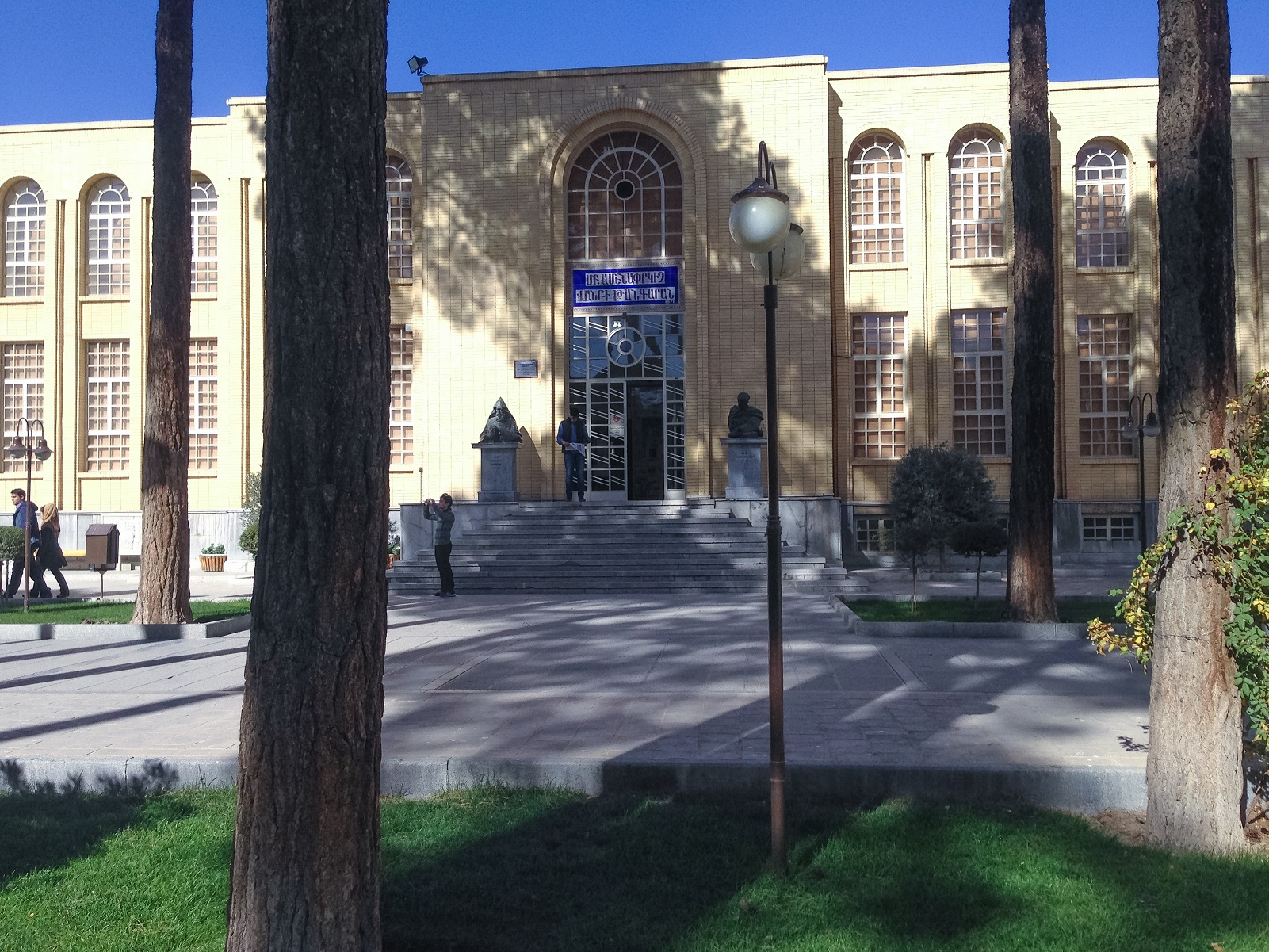
Museo di Khachatur Kesaratsi

#### Chiese apostoliche armene
- Cattedrale del Salvatore (Surp Amenaprgich, nota come Vank) – 1655
- Chiesa di san Jacob (Surp Hakop) – 1607
- Chiesa di san Giorgio (Surp Gevork) – 1611
- Chiesa di Maria Santissima (Surp Asdvadzadzin) – 1613
- Chiesa di santo Stefano (Surp Stepanos) – 1614
- Chiesa di san Giovanni Battista (Surp Hovannes Mgrditch) – 1621
- Monastero di santa Caterina (Surp Katarine) – 1623
- Chiesa di Bethlehem (Surp Betłehem) – 1628
- Chiesa di san Nicola (Surp Nikołayos Hayrapet) – 1630
- Chiesa di san Gregorio (Surp Grigor Lusavoritch) – 1633
- Chiesa di san Sarkis (Surp Sarkis) – 1659
- Chiesa di san Menas (Surp Minas) – 1659
- Chiesa di san Nerse (Surp Nerses) – 1666

#### Chiese cattoliche
- Cattedrale di Nostra Signora del Rosario (domenicani) – 1681/1705

### Musei
- Museo di Khachatur Kesaratsi, nel complesso della Cattedrale del Salvatore

## Galleria d'immagini

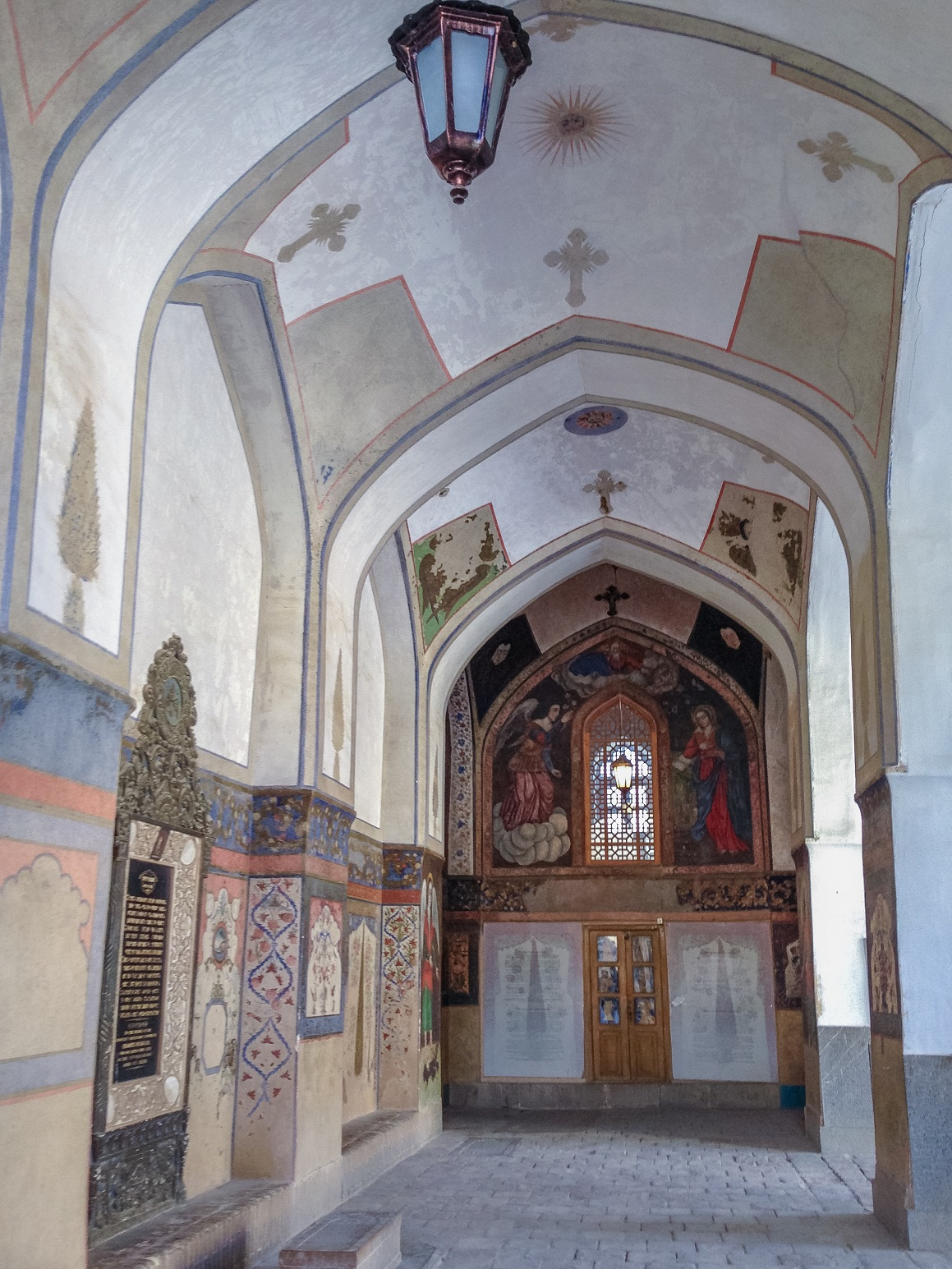
Ingresso della Cattedrale del Salvatore.
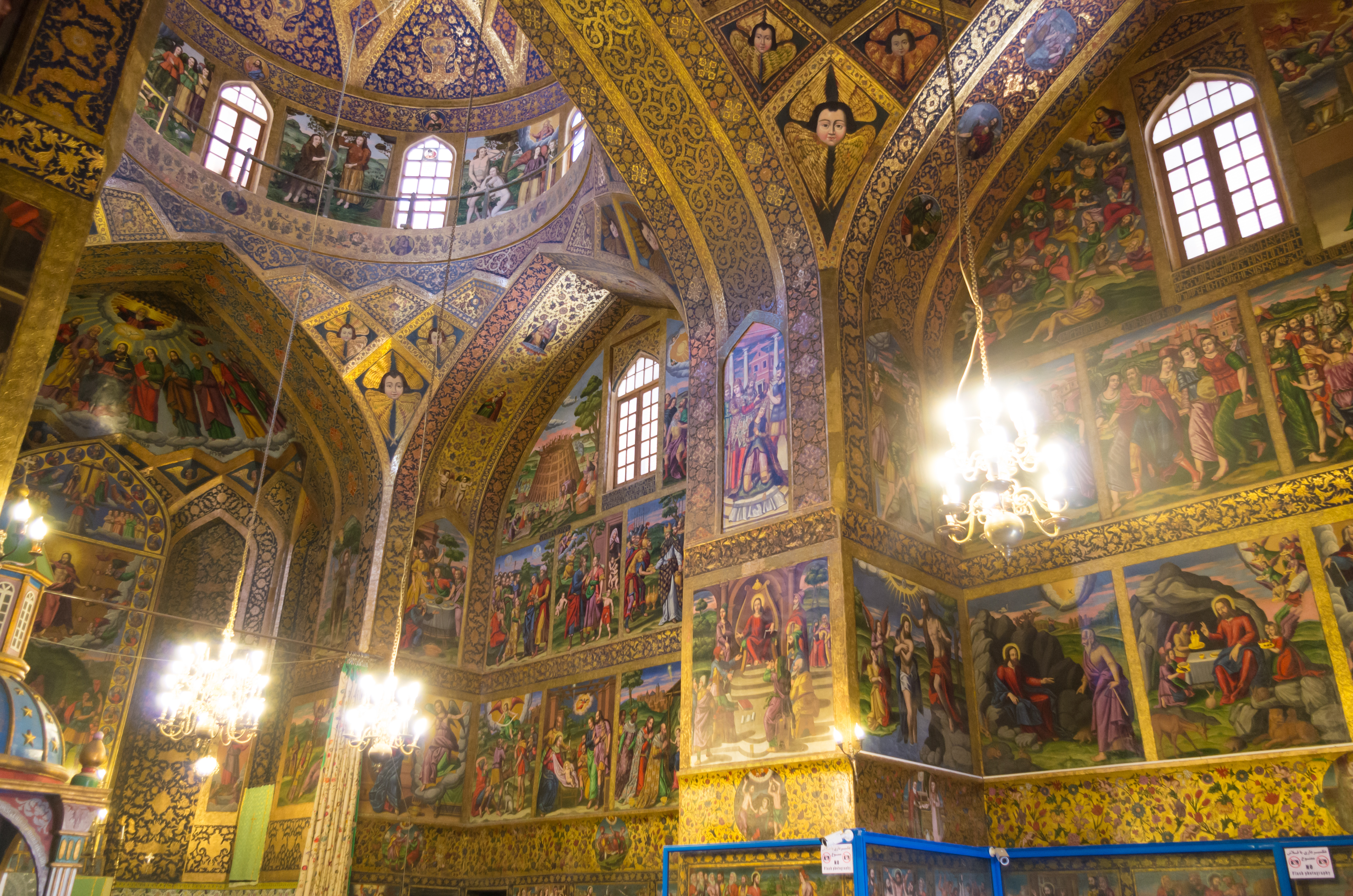
Interno della Cattedrale.
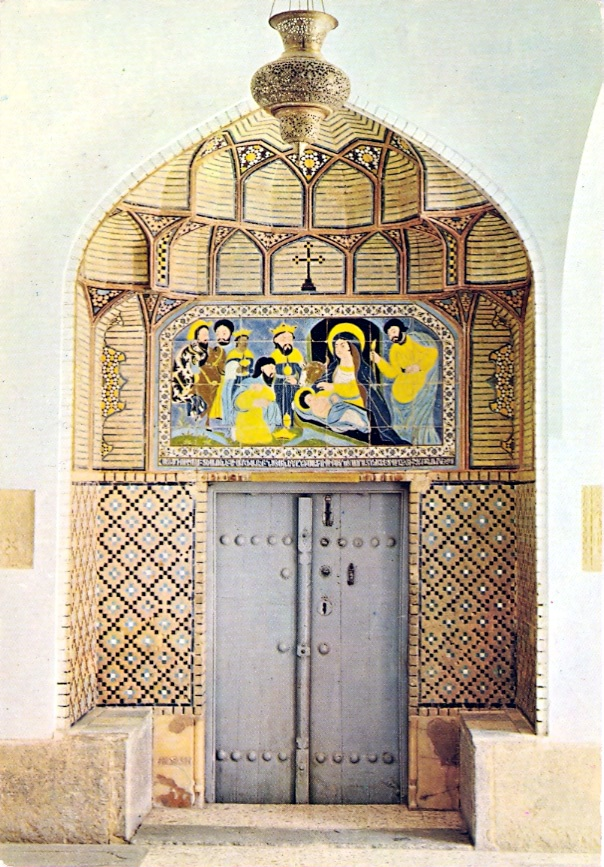
Chiesa di san Giorgio.
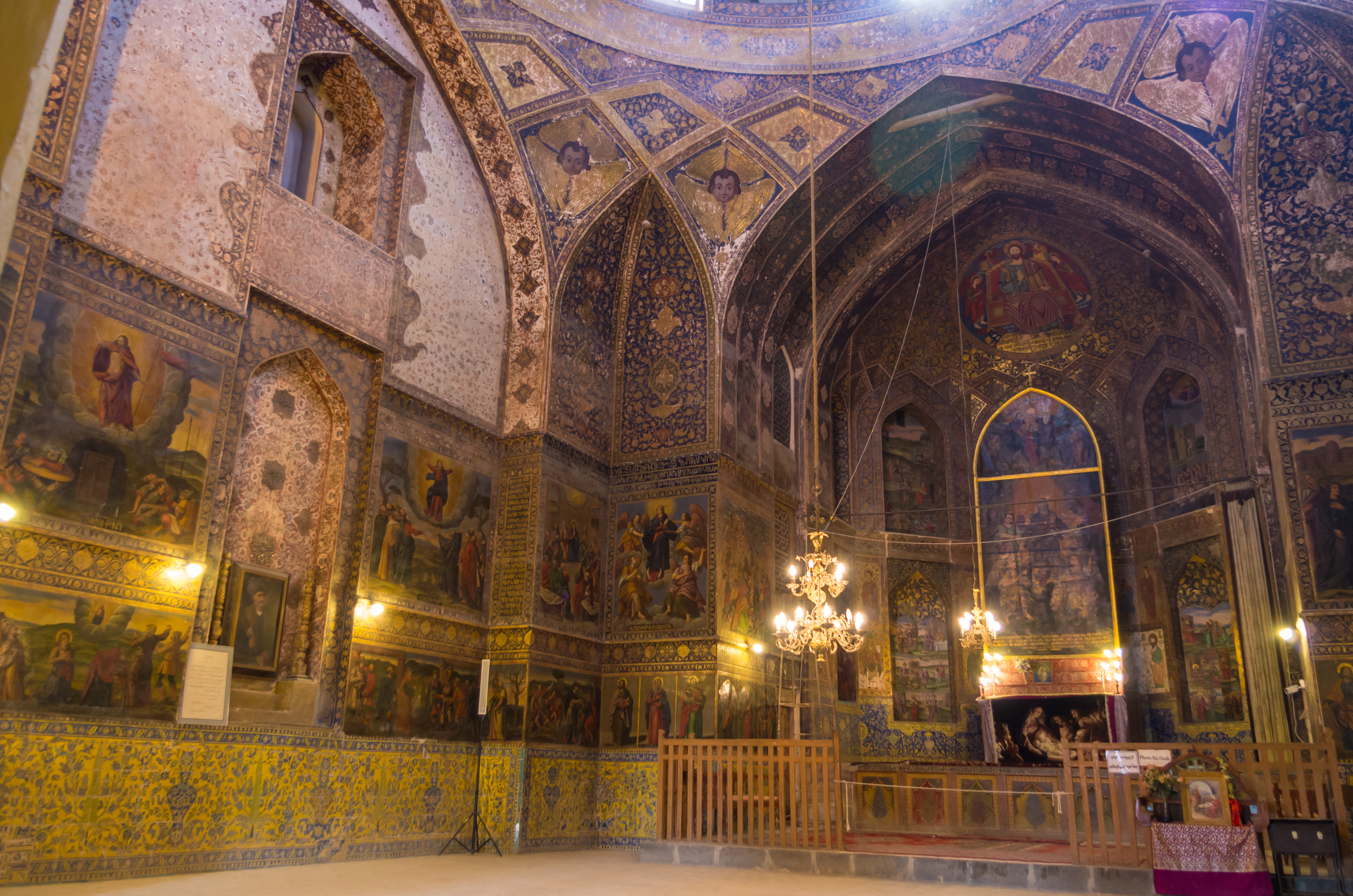
Interno della chiesa di Bethlehem.